# Михина, Элина Дмитриевна
Элина Дмитриевна Михина (род. 16 июля 1994 года) — казахстанская легкоатлетка, специализирующаяся в беге на средние дистанции. Мастер спорта Республики Казахстан.

## Карьера
Серебряный призёр Азиатских юношеских игр 2009 года на дистанции 400 метров (57.73 c).
На международных соревнованиях стран Центральной Азии (г. Ташкент) завоевала золотую медаль в беге на 400 метров и стала серебряным призером в эстафете 4×200 м.
Участница юношеских Олимпийских игр (Сингапур, 2010), где заняла на 400-метровке 16 место с результатом 58.76 с. Здесь же участвовала в эстафете, где четвёрка Азии была на последней, пятой позиции с результатом 2:15.01.
На VII юношеском чемпионате мира (Лилль, 2011) в своём предварительном забеге была лишь седьмой с результатом (1:00.44).
Участвовала в Чемпионате мира среди юниоров 2012 года, где казахстанская эстафетная четвёрка показала лишь 11-й результат (3:45.34).
Чемпионка Казахстана.
На Азиаде-2014 не вышла в финал, показав в одном из забегов четвёртое место (53.94). А в эстафете казахстанки стали шестыми (3:36.83).
Победительница турнира Гусмана Косанова 2015 года на дистанции 200 метров с результатом 23,9 с. На 100-метровке была пятой (11,98).
Бронзовый призёр чемпионата Азии в эстафете 4 х 400 метров.
Бронзовый призёр Спартакиады Казахстана.